# Михајловац (Неготин)
Михајловац је насеље у Србији у општини Неготин у Борском округу. Према попису из 2022. у насељу је било 268 становника (према попису из 2011. било је 526 становника, према попису из 2002. било је 718 становника а према попису из 1991. било је 1449 становника).

## Положај села
Михајловац је ратарско сеоско насеље збијеног типа удаљено 18 километара северно од Неготина. Смештено је на просечно 60 метара надморске висине, на десној обали Дунава, с десне стране магистралног пута Неготин-Кладово. Северна географска ширина насеља је 44° 21’ 55”, источна географска дужина 22°30’ 01”, а површина атара 2.545 хектара.
Село је са обе стране доњег тока реке Замне. Осим дубоких долина Замне и Каменичке реке остало земљиште је пространа дилувијална дунавска тераса. Куће су у долини Замне.

## Историја
Настало је на месту са значајним траговима пресловенске насељености. У близини насеља се налази археолошко налазиште Мора Вагеи са остацима утврђења изграђеним крајем 3. и почетком 4. века наше ере. Испод његових зидина су откривени остаци старијег утврђења (1. век наше ере), типа мање путне станице (бургус), које је уништено средином 5. века током најезде Хуна, па обновљено у 6. веку за време Јустинијана. Утврђење се налазило на римском путу Егета-Аквис.
Насеље Михајловац је основано у време кнеза Милоша Обреновића и по његовом сину Михајлу добило назив. Године 1846. је имало 184 куће, 1866. 203 куће, а 1924. 315 кућа.
Када је, по народном казивању, Крајина присаједињена Србији, 1833. Велико Острво (Острово Маре) које је на Дунаву од Михајловца до Прахова, није припадало ни Србији ни Румунији. Када су румунске власти његовом становништву самовољно наметнуле порез, а бојер Шоломоња, још више потраживао од села, тада су 1832. године – 6 до 10 породица са острва побегле на ову страну Дунава и на месту Палилуле подигли „бурдеље“. Касније су се са „Острова“ доселиле и многе породице и засновале садашње село у које су одмах прешле и породице из Палилуле. Поречки капетан Стефан Стефановић је 19-20. марта 1834. (стари календар?) преселио педесет седам фамилија.
Око питања граница Србије и Влашке искрсло је и ово остврво, јер су га тражили Срби, а Руси су ово остврво препустили Влашкој. Зато су становници Великог острва били погођени овом одлуком јер су потпали под власт влашких феудалаца, а виногради су били на десној обали Дунава под Србијом. Потајно су се повезали са кнезом Милошем, преко Стевана Стевановића Тенке и молили да се Крајина прикључи Србији. Кнез им је обећао заштиту, а Порта им је, сазнавши за тајне везе са Милошем увела блокаду како би их спречила да се преселе у Крајину. Блокада им је укинута 1832. Две године касније су се становници преселили са Великог острва на Милошев подстицај на место где је данас Михајловац.
Данашње насеље је подељено на две целине: Михајловац (Село) и Ново село. У њему су између два светска рата живеле следеће фамилије: Његунцићи (слава Петковица), Грујешти (слава Свети Јован), Калберовићи (слава Свети Алимпије), Крапешти (слава Свети Алимпије), Грекуловићи (слава Свети Алимпије), Савешта (слава Свети Арханђео), Шуркулешта (слава Свети Никола), Ђулешта (слава Петковица), Пејкулешта (слава Свети Никола), Попешта (слава Петковица), Блђешта (слава Свети Алимпије), Дејешта (слава Свети Алимпије), Давидовићи (слава Петковица), Ницешта (слава Свети Арханђео), Коћешта (слава Петковица), Времешта (слава Велика Госпојина), Милешта (слава Свети Никола), Геренешта (слава Петковица), Ликсарешта (слава Свети Алимпије), Паунешта (слава Свети Ђорђе), Фртунешта (слава Петковица), Прчинешта (слава Свети Арханђео), Котромешта (слава Петковица), Дудуцешта (слава Петковица), Клефатешта (слава Свети Никола), Корнешта (слава Петковица), Крстешта (слава Петковица), Маринкешта (слава Свети Алимпије), Барбуловићи (слава Петковица), Сандићи (слава Свети Арханђео), Оприкићи (слава Свети Алимпије), Флорићи (слава Петковица), Черчулешти (слава Свети Алимпије), Станкули (слава Свети Никола), Апанешти (слава Петковица), Калугарешти (слава Митровдан), Шкопуљевићи (слава Свети Никола), Летике (слава Петковица), Цинцарешти (слава Ваведење), Бландар (слава Свети Никола), Титика (слава Свети Павле), Мунћан (слава Петковица), Драгоља (слава Свети Никола), Чобану (слава Свети Никола), Пача (слава Свети Никола) и Гица (слава Свети Никола).
Сеоска заветина је Света Тројица.
У насељу се налази православна црква изграђена 1834. године која је посвећена Светом архангелу Михаилу.
Становништво Михајловца је православно, приликом пописа национално се изјашњава као српско, влашко и румунско и углавном се бави ратарством. Антропогеографским и етнолошким изучавањима сврстано је у влашка насеља.
Године 1921. је имало 315 куће и 1.840 становника, 1948. 390 кућа и 1.744 становника, а 2002. године 553 кућа и 742 становника. Године 2007. на привременом раду у иностранству (Немачка, Аустрија, Шведска и Данска) из овог насеља је око 650 становника.
Основна школа у насељу је (основана 1836. године) школске 2006/2007. године имала 35 ученика.
Земљорадничка задруга у Михајловцу постоји од 1898. године (обновљена 1945. године као Земљорадничка набавно–продајна задруга). Њој су 1960. године припојене Земљорадничка задруга из Мале Каменице и Земљорадничка задруга из Слатине. Дом културе Михајловац добија 1948. године, електричну расвету 1954, водовод 1970, а телефонске везе са светом 1986. године.

## Демографија
Према последњем попису из 2022. године у Михајловцу је живело 268 становника што је за 258 мање у односу на 2011. када је на попису било 526 становника. У насељу живи 244 пунолетних становника, а просечна старост становништва износи 56,94 година (53,26 код мушкараца и 60,31 код жена).
Према подацима пописа из 2022. у насељу има 132 домаћинства, а просечан број чланова по домаћинству је 2,03 а према истом попису у насељу има 743 стамбених јединица од којих је 253 насељених.
Ово насеље је углавном насељено Србима (према попису из 2002. године).
|  |

| Демографија | Демографија | Демографија |
| Година      | Становника  | Становника  |
| ----------- | ----------- | ----------- |
| 1948.       | 1.744       |             |
| 1953.       | 1.821       |             |
| 1961.       | 1.786       |             |
| 1971.       | 1.755       |             |
| 1981.       | 1.697       |             |
| 1991.       | 1.449       | 915         |
| 2002.       | 718         | 1.417       |
| 2011.       | 526         |             |
| 2022.       | 268         |             |

| Етнички састав према попису из 2002.‍ | Етнички састав према попису из 2002.‍ | Етнички састав према попису из 2002.‍ | Етнички састав према попису из 2002.‍ | Етнички састав према попису из 2002.‍ |
| ------------------------------------ | ------------------------------------ | ------------------------------------ | ------------------------------------ | ------------------------------------ |
|                                      |                                      |                                      |                                      |                                      |
| Срби                                 | Срби                                 |                                      | 583                                  | 81,19%                               |
| Власи                                | Власи                                |                                      | 77                                   | 10,72%                               |
| Југословени                          | Југословени                          |                                      | 19                                   | 2,64%                                |
| Румуни                               | Румуни                               |                                      | 6                                    | 0,83%                                |
| Руси                                 | Руси                                 |                                      | 1                                    | 0,13%                                |
| Муслимани                            | Муслимани                            |                                      | 1                                    | 0,13%                                |
| Македонци                            | Македонци                            |                                      | 1                                    | 0,13%                                |
| непознато                            | непознато                            |                                      | 10                                   | 1,39%                                |

| Година пописа     | 1948. | 1953. | 1961. | 1971. | 1981. | 1991. | 2002. |
| ----------------- | ----- | ----- | ----- | ----- | ----- | ----- | ----- |
| Број домаћинстава | 390   | 408   | 397   | 374   | 380   | 345   | 303   |

| Број чланова      | 1  | 2   | 3  | 4  | 5  | 6 | 7 | 8 | 9 | 10 и више | Просек |
| ----------------- | -- | --- | -- | -- | -- | - | - | - | - | --------- | ------ |
| Број домаћинстава | 95 | 109 | 41 | 26 | 22 | 5 | 4 | 0 | 0 | 1         | 2,37   |

| Пол    | Укупно | Неожењен/Неудата | Ожењен/Удата | Удовац/Удовица | Разведен/Разведена | Непознато |
| ------ | ------ | ---------------- | ------------ | -------------- | ------------------ | --------- |
| Мушки  | 310    | 62               | 207          | 30             | 10                 | 1         |
| Женски | 342    | 21               | 218          | 90             | 12                 | 1         |
| УКУПНО | 652    | 83               | 425          | 120            | 22                 | 2         |

| Пол    | Укупно                    | Пољопривреда, лов и шумарство | Рибарство                            | Вађење руде и камена | Прерађивачка индустрија       |
| ------ | ------------------------- | ----------------------------- | ------------------------------------ | -------------------- | ----------------------------- |
| Мушки  | 108                       | 58                            | 0                                    | 0                    | 7                             |
| Женски | 72                        | 50                            | 0                                    | 0                    | 4                             |
| УКУПНО | 180                       | 108                           | 0                                    | 0                    | 11                            |
| Пол    | Производња и снабдевање   | Грађевинарство                | Трговина                             | Хотели и ресторани   | Саобраћај, складиштење и везе |
| Мушки  | 2                         | 8                             | 9                                    | 0                    | 2                             |
| Женски | 0                         | 0                             | 3                                    | 1                    | 0                             |
| УКУПНО | 2                         | 8                             | 12                                   | 1                    | 2                             |
| Пол    | Финансијско посредовање   | Некретнине                    | Државна управа и одбрана             | Образовање           | Здравствени и социјални рад   |
| Мушки  | 0                         | 0                             | 1                                    | 4                    | 0                             |
| Женски | 0                         | 1                             | 1                                    | 3                    | 2                             |
| УКУПНО | 0                         | 1                             | 2                                    | 7                    | 2                             |
| Пол    | Остале услужне активности | Приватна домаћинства          | Екстериторијалне организације и тела | Непознато            | Непознато                     |
| Мушки  | 2                         | 0                             | 0                                    | 15                   | 15                            |
| Женски | 0                         | 0                             | 0                                    | 7                    | 7                             |
| УКУПНО | 2                         | 0                             | 0                                    | 22                   | 22                            |